# Steve Corica
Steve Corica (Innisfail, Austràlia, 24 de març de 1973) és un exfutbolista i entrenador australià que jugava en la posició de centrecampista. Va disputar 32 partits amb la selecció d'Austràlia. Ha estat entrenador de Sydney FC en diversos càrrecs.